# Сарі Ессая
Сарі Міріам Ессая (фін. Sari Miriam Essayah; нар. 21 лютого 1967, Гауківуорі, Південна Савонія) — фінська політична та державна діячка. Голова партії «Християнські демократи» з серпня 2015 року. Міністерка сільського та лісового господарства Фінляндії з 20 червня 2023 року. Депутатка Едускунти з 2015 року та у 2003–2007 роках. У минулому — депутатка Європарламенту (2009—2014). Кандидатка у президенти Фінляндії під час виборів 2012, 2024 років. Колишня спортсменка, яка виступала у змаганнях зі спортивної ходьби, чемпіонка світу (1993) та Європи (1994). З серпня 2016 року — членкиня Міжнародного олімпійського комітету. Голова координаційної комісії МОК з Олімпійських ігор 2026.

## Біографія
Народилася 21 лютого 1967 року в Гауківуорі. Її батько — марокканець, мати — фінка.
1986 року закінчила школу в Лапінлагті. Вищу освіту здобула в Університеті Вааси, магістр економіки (1995).
Членкиня п'ятидесятницької церкви. У серпні 2019 року розпочала лікування у зв'язку з виявленням раку молочної залози.

### Спортивна кар'єра
Виступала на міжнародних змаганнях зі спортивної ходьби, представляючи Фінляндію.
На чемпіонаті світу 1991 року в Токіо на дистанції 10 км виборола бронзову медаль; на наступному чемпіонаті світу 1993 року у Штутгарті виграла змагання на цій дистанції. Наступного року, на чемпіонаті Європи, який проходив у Гельсінкі, Ессая також здобула золоту медаль.
На Олімпійських іграх 1992 року в Барселоні була однією з фаворитів на дистанції 10 км, посіла 4-те місце, поступившись двом китаянкам та Олені Ніколаєвій з Об'єднаної команди. 1996 року виступила на Олімпійських іграх в Атланті, посівши 16-те місце на дистанції 10 км, після чого завершила спортивну кар'єру.
За результатами голосування серед спортивних журналістів у 1993 та 1994 роках Ессая визнавалася спортсменкою року у Фінляндії.

### Політична кар'єра
Була депутаткою парламенту Фінляндії з 2003 року, але вибори 2007 року виграти не змогла. 2009 року обрана до Європарламенту. Навесні 2015 року була вдруге обрана депутаткою фінського парламенту.
У жовтні 2011 року після довгих умовлянь погодилася стати кандидаткою у президенти Фінляндії на виборах 2012 року від партії Християнські демократи. 26 листопада 2011 року її кандидатуру затвердили на з'їзді партії. 22 січня 2012 року в першому турі президентських виборів Ессая набрала 2,5 % голосів, посівши останнє місце з восьми кандидатів.
У листопаді 2011 року взяла шефство над Миколою Дідком, білоруським активістом та політичним в'язнем.
На партійному з'їзді, який відбувся 28 серпня 2015 року в Савонлінні, Ессаю одноголосно обрали головою партії Християнські демократи. У своїй програмній промові на з'їзді вона заявила про те, що християнським демократам необхідно знову завоювати довіру виборців, проводячи багатосторонню і конструктивну політику, не обмежуючись лише морально-етичними проблемами.
4 серпня 2016 року на сесії Міжнародного олімпійського комітету в Ріо-де-Жанейро обрана чинною членкинею цієї організації. Є головою координаційної комісії МОК з Олімпійських ігор 2026 в Італії.
На з'їзді Християнських демократів членське голосування показало, що партія як кандидатка на президентських виборах 2018 року підтримує свою голову, проте позиція самої Сарі Ессая призвела до того, що партія ухвалила рішення підтримати чинного президента Саулі Нійністе, який висунувся на другий термін. Ессая обґрунтувала свою позицію підтримкою політики Нійністе у питаннях зовнішньої політики та безпеки.
У серпні 2019 року на черговому партійному з'їзді Ессая знову обрана головою «Християнських демократів».
20 червня 2023 року призначена міністеркою сільського та лісового господарства Фінляндії в уряді під керівництвом прем'єр-міністра Петтері Орпо. 27 серпня 2023 року Ессая обрана кандидаткою в президенти від християнських демократів на президентських виборах у Фінляндії 2024 року. На виборах вона отримала 1,48 % голосів.

## Сім'я
Чоловік (з 1991 року) Роберт Кнапп, співробітник соціальної дияконії.
Діти: Ноора (нар. 1998), Нея (нар. 2001).
Працюючи в Європарламенті, жила з сім'єю у Брюсселі. За даними на 2015 рік проживала в Лапінлагті.